# کوه رز
کوه رز (به انگلیسی: Mount Rose) یک قله و کوه در ایالات متحده آمریکا است که در شهرستان ماسون (واشینگتن) واقع شده‌است. کوه رز ۱٬۳۱۰٫۹۶ متر بالاتر از سطح دریا واقع شده‌است.